# Бережки (Брянская область)
Бережки — деревня в Жуковском районе Брянской области, в составе Ходиловичского сельского поселения. 
 Расположена в 4 км к северу от деревни Ходиловичи, на правом берегу Ветьмы.

## История
Упоминается со второй половины XVIII века как слободка Погорелая.
В XIX веке — сельцо Погореловка, владение Правиковых, позднее поместье Сморчевского.
Состояла в приходе села Фошни.
С 1861 по 1880-е гг. входила в состав Молотьковской волости Брянского уезда, затем до 1920-х гг. в Вороновской волости, позднее в Жуковской волости, в Жуковском районе (с 1929). До 1968 года входила в Саковский сельсовет, в 1968—2005 гг. — в Косиловском сельсовете.
В 1964 году Указом Президиума ВС РСФСР деревня Погореловка переименована в Бережки.

## Население
| 2010 | 2013 |
| ---- | ---- |
| 17   | ↘15  |

| Годы      | 1866 | 1926 | 1979 | 1989 | 2002 | 2010 |
| --------- | ---- | ---- | ---- | ---- | ---- | ---- |
| Население | 149  | 428  | 137  | 73   | 41   | 18   |